# Albert Aqarunov

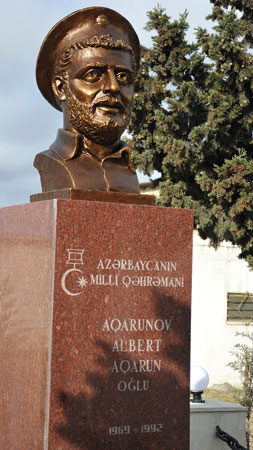
Die Statue von Albert Agarunov

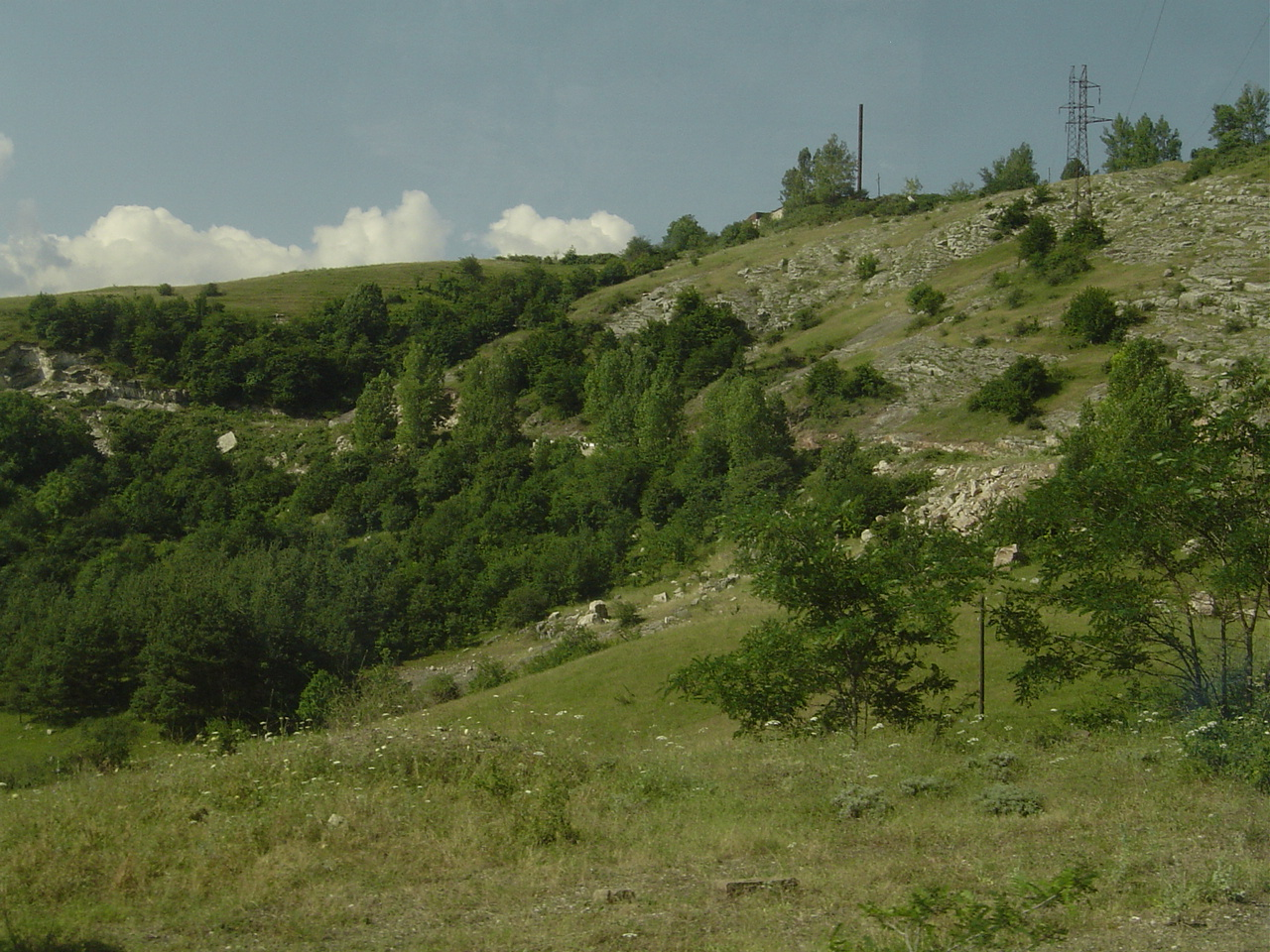
Der Weg nach Şuşa, wo Aqarunovs und Awscharians Panzer aufeinandertrafen.

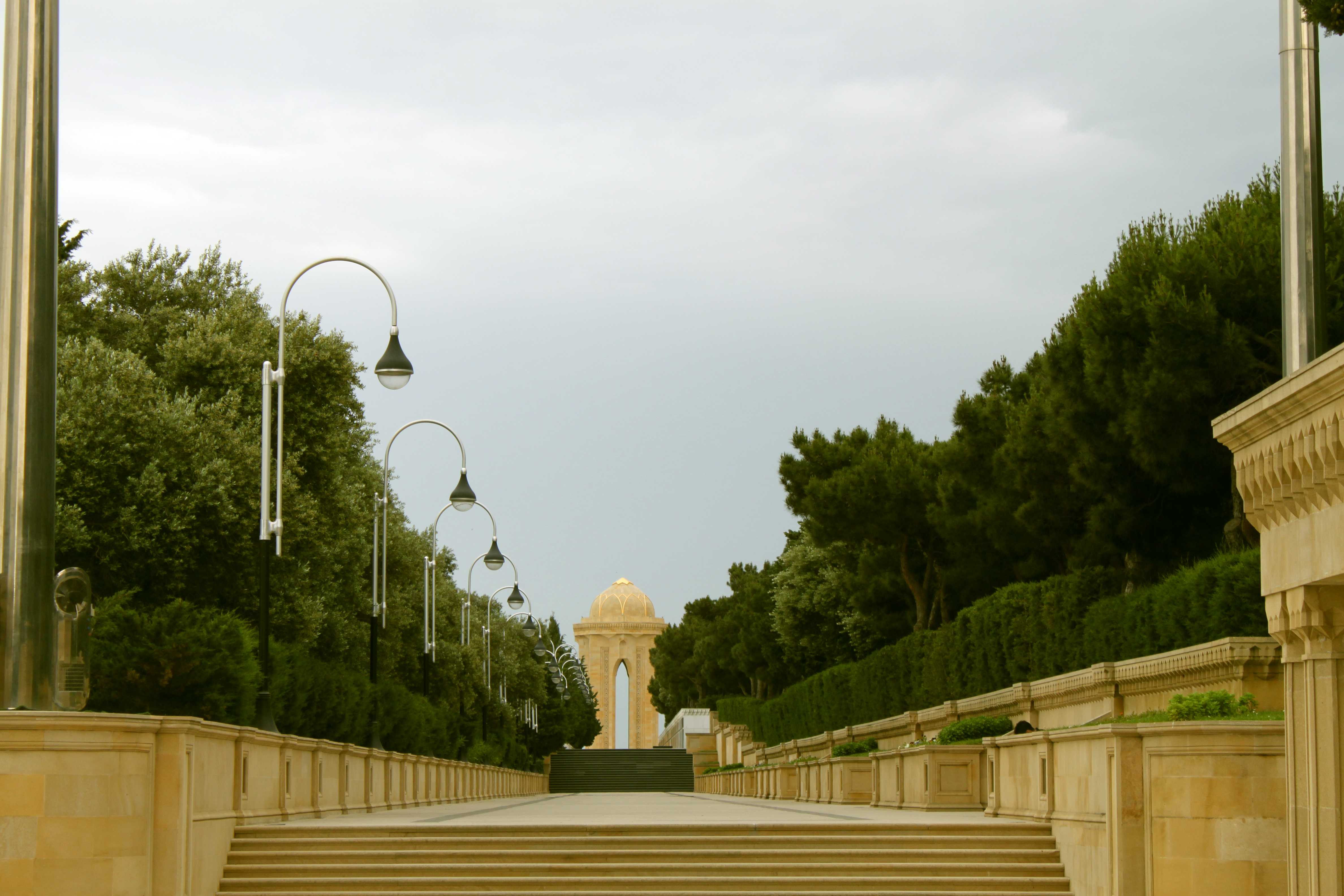
Friedhof in der Märtyrerallee Baku

Albert Aqarunov (* 25. April 1969 in Baku, Aserbaidschan; † 8. Mai 1992 in Schuscha, Aserbaidschan) war ein Starschina in der aserbaidschanischen Armee. Er fiel im Berg-Karabach-Krieg bei der Verteidigung der Stadt Schuscha und wurde postum als Nationalheld von Aserbaidschan ausgezeichnet.

## Leben
Asif Agarunovich Aqarunov wurde am 25. April 1969 in einer jüdischen Familie in der Siedlung Amirjan der Stadt Baku geboren. Schon in jungen Jahren interessierte er sich für die Musik. Aqarunov beendete den Unterricht für Trompete an der Musikschule. Nach dem Abschluss der 8. Klasse der Schule Nr. 154 im Bezirk Surakhani wurde er in das Fachgebiet Fahrer-Mechaniker aufgenommen.
Im Jahre 1987 wurde er zum Militärdienst in Georgien einberufen und war in dieser Zeit Panzer-Kommandant. Im Jahre 1989 wurde er demobilisiert. Er hat in der Maschinenfabrik Surakhani gearbeitet.

### Karabach-Krieg und Teilnahme an Kämpfen
Als der Bergkarabachkonflikt zwischen Aserbaidschan und Armenien nach dem Zerfall der Sowjetunion neu aufflammte, meldete sich Aqarunov freiwillig beim aserbaidschanischen Militär in der Region Bergkarabach. Als er seine Familie darüber informierte, führte dies zu Verwirrung und Verwechslungen. Die Nachricht für seine Familienmitglieder war nicht eindeutig. Seine Familie wollte nicht, dass er sein Leben in so jungem Alter riskiert, doch Aqarunov ließ sich nicht überreden.
Albert Aqarunov, der zum Panzerkommandanten ernannt wurde, kämpfte im Bataillon für Spezialoperationen Nr. 777 unter dem Kommando von Elchin Mammadov. Der armenische Panzer, mit dem die Eroberung der Stadt Şuşa erstmals am 8. Mai 1992 versucht wurde, wurde mit einer armenischen Ehren-Fahne behängt, die in der Stadt Şuşa gehisst werden sollte.
Der Kommandant dieses Panzers war der Armenier Gagik Awscharian, der bei seiner Einfahrt in die Stadt Şuşa aus dem Panzer von Albert Aqarunov beschossen wurde und darauf zusammen mit Fahrer-Mechaniker Aschot Awanesian den Tod fand.
Die Armenier restaurierten nach dem Ende des Karabach-Krieges den ausgebrannten Panzer T-72 von Awscharian, bemalten ihn mit dunkelgrüner Farbe, kennzeichneten ihn in weißer Farbe mit der Nummer 442 und setzten ihn als Denkmal auf einen Hügel an der Straße von Stepanakert in Richtung Şuşa.
Aqarunov wurde in der Märtyrerallee in Baku beigesetzt.

### Auszeichnungen und Belohnungen
Aqarunov Albert Aqarunoviç wurde nach der Verordnung Nr. 833 vom 7. Juni 1992 vom Präsidenten der Republik Aserbaidschan Isa Gambarow mit dem Titel Nationalheld von Aserbaidschan ausgezeichnet.
- 1992 —  Nationalheld von Aserbaidschan
- 2016 —  Orden Aslanov